# سوقومون کاراپتیان
سوقومون مکرتچی کاراپتیان (ارمنی: Սողոմոն Մկրտչի Կարապետյան؛ زادهٔ ۱۸۹۳ - درگذشته ۱۹۶۳) یک سیاستمدار اهل ارمنستان که از تاریخ ۱۷ دسامبر ۱۹۳۸ تا تاریخ ۲ ژانویه ۱۹۴۰ سمت شهردار ایروان را برعهده داشت.

## زندگی‌نامه
در ۱۸۹۳ در روستای خوت به دنیا آمد وی در ۱۹۶۳ در سن ۷۰ سالگی درگذشت.